# Grand Prix de Fourmies 1993
Il Grand Prix de Fourmies 1993, sessantunesima edizione della corsa e valida come evento del circuito UCI categoria 1.1, si svolse il 12 settembre 1993, per un percorso totale di 212 km. Fu vinto dall'italiano Maximilian Sciandri che giunse al traguardo con il tempo di 5h13'02" alla media di 40,635 km/h.
Partenza con 140 ciclisti, dei quali 98 portarono a termine la gara.

## Ordine d'arrivo (Top 10)
| Pos. | Corridore               | Squadra        | Tempo    |
| ---- | ----------------------- | -------------- | -------- |
| 1    | Maximilian Sciandri     | Motorola       | 5h13'02" |
| 2    | Dimitri Zhdanov         | Novemail       | a 22"    |
| 3    | Laurent Madouas         | Castorama      | a 23"    |
| 4    | Peter De Clercq         | Lotto-Caloi    | a 42"    |
| 5    | Brian Holm              | Telekom-Merckx | a 43"    |
| 6    | Thomas Fleischer        | Subaru         | s.t.     |
| 7    | Jean-Pierre Heynderickx | Collstrop      | a 8'35"  |
| 8    | Frank Van Den Abeele    | Lotto-Caloi    | s.t.     |
| 9    | Vjačeslav Ekimov        | Novemail       | s.t.     |
| 10   | Stéphane Hennebert      | Lotto-Caloi    | s.t.     |